# Ascotis kaolina
Ascotis kaolina là một loài bướm đêm trong họ Geometridae.